# Rakeedhoo
Rakeedhoo är en ö i Felidhuatollen i Maldiverna. Den ligger i den centrala delen av landet, 95 km söder om huvudstaden Malé. Den tillhör den administrativa atollen Vaavu. 